# Підліткова серія
Підліткова серія — популярна назва   серії американських винищувачів. Назва походить від серії американських надзвукових реактивних винищувачів, побудованих для ВПС Сполучених Штатів і ВМС США в кінці 20 століття. Системою позначень була система позначення літаків Tri-Service 1962 року США, яка скинула послідовність F-#. Термін зазвичай включає Grumman F-14 Tomcat, McDonnell Douglas F-15 Eagle, General Dynamics F-16 Fighting Falcon і McDonnell Douglas F/A-18 Hornet . 

Невдалі експериментальні  винищувачі, та інші прототипи, яким присвоєно «підліткові» номери (13–19), як правило, не вважаються частиною серії. Таким чином, вона не включає Northrop YF-17, який пізніше перетворився на F/A-18. Позначення F-13 і F-19 не присвоювалися.

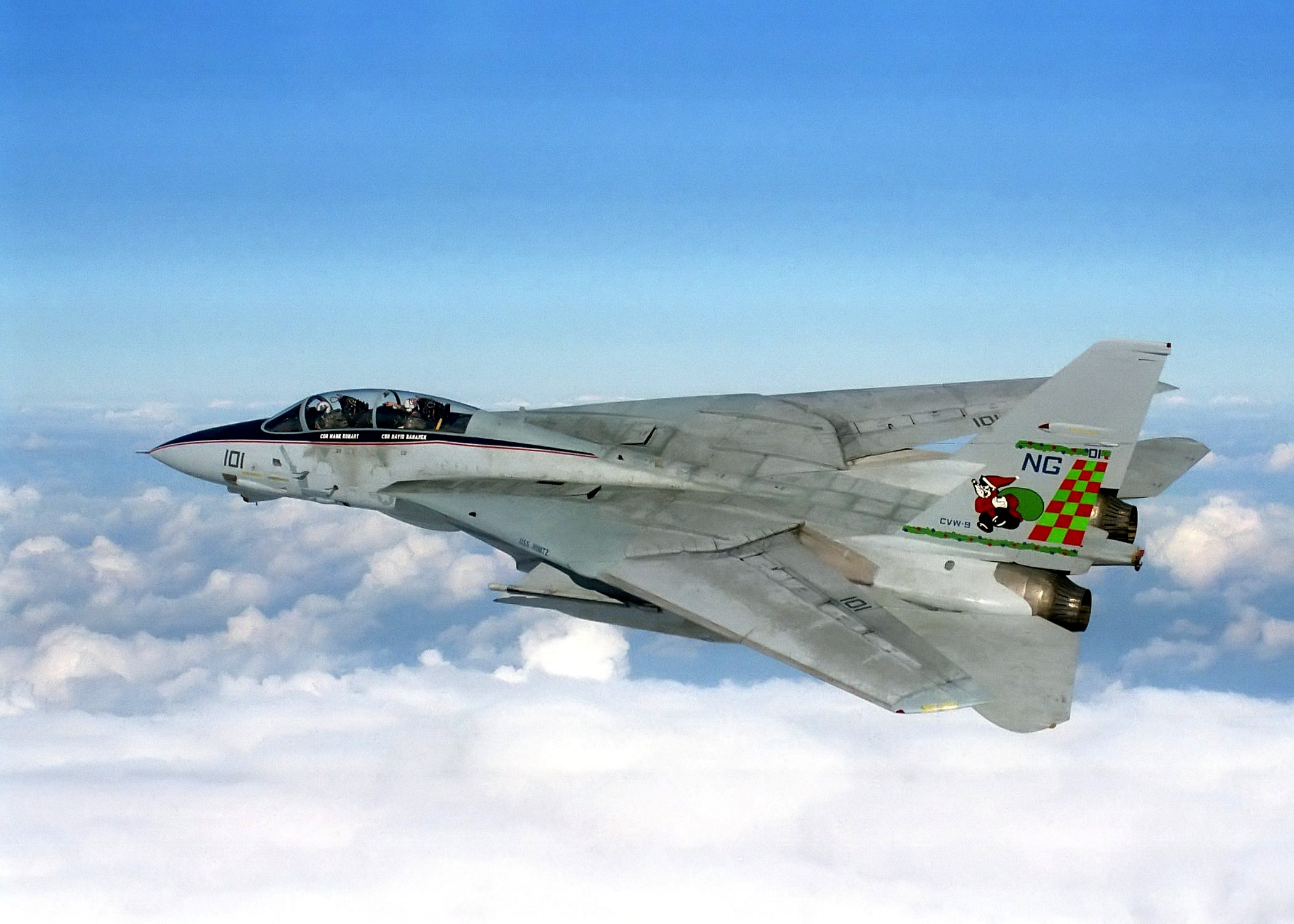
F-14 Tomcat - двомоторний двомісний винищувач з крилом змінної стріловидності
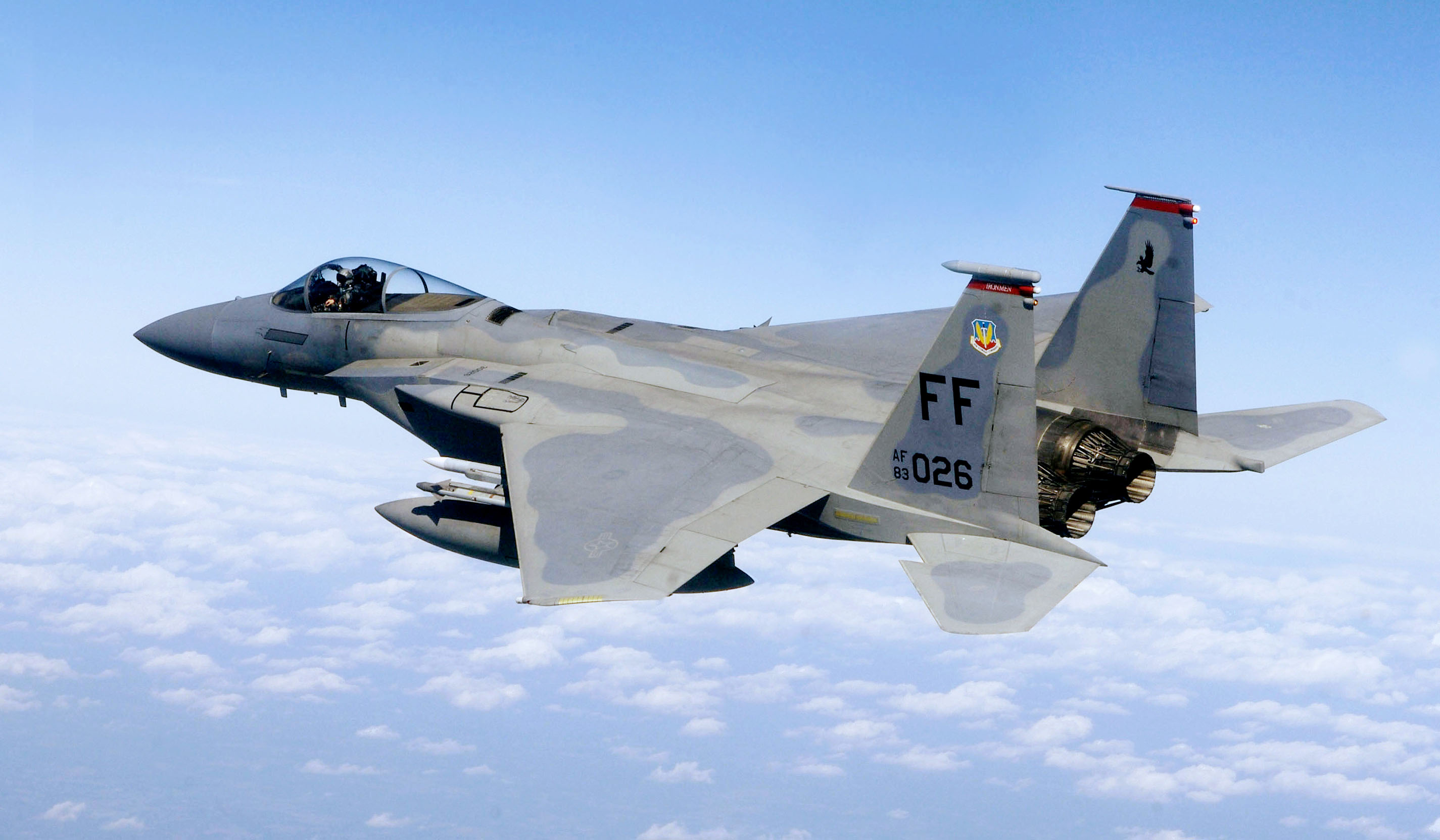
F-15 Eagle - двомоторний тактичний винищувач
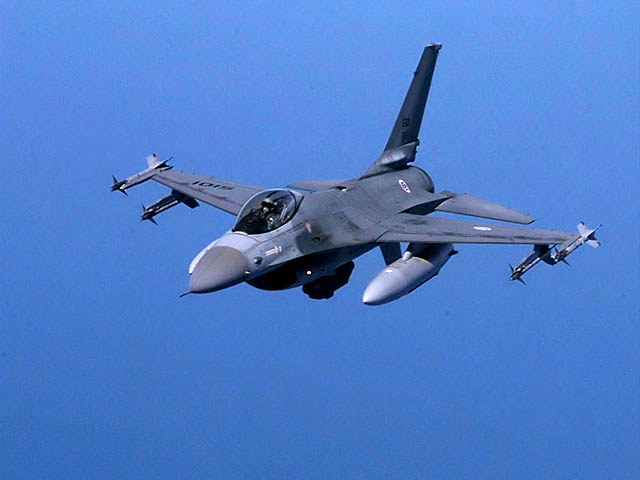
F-16 Fighting Falcon - багатоцільовий винищувач
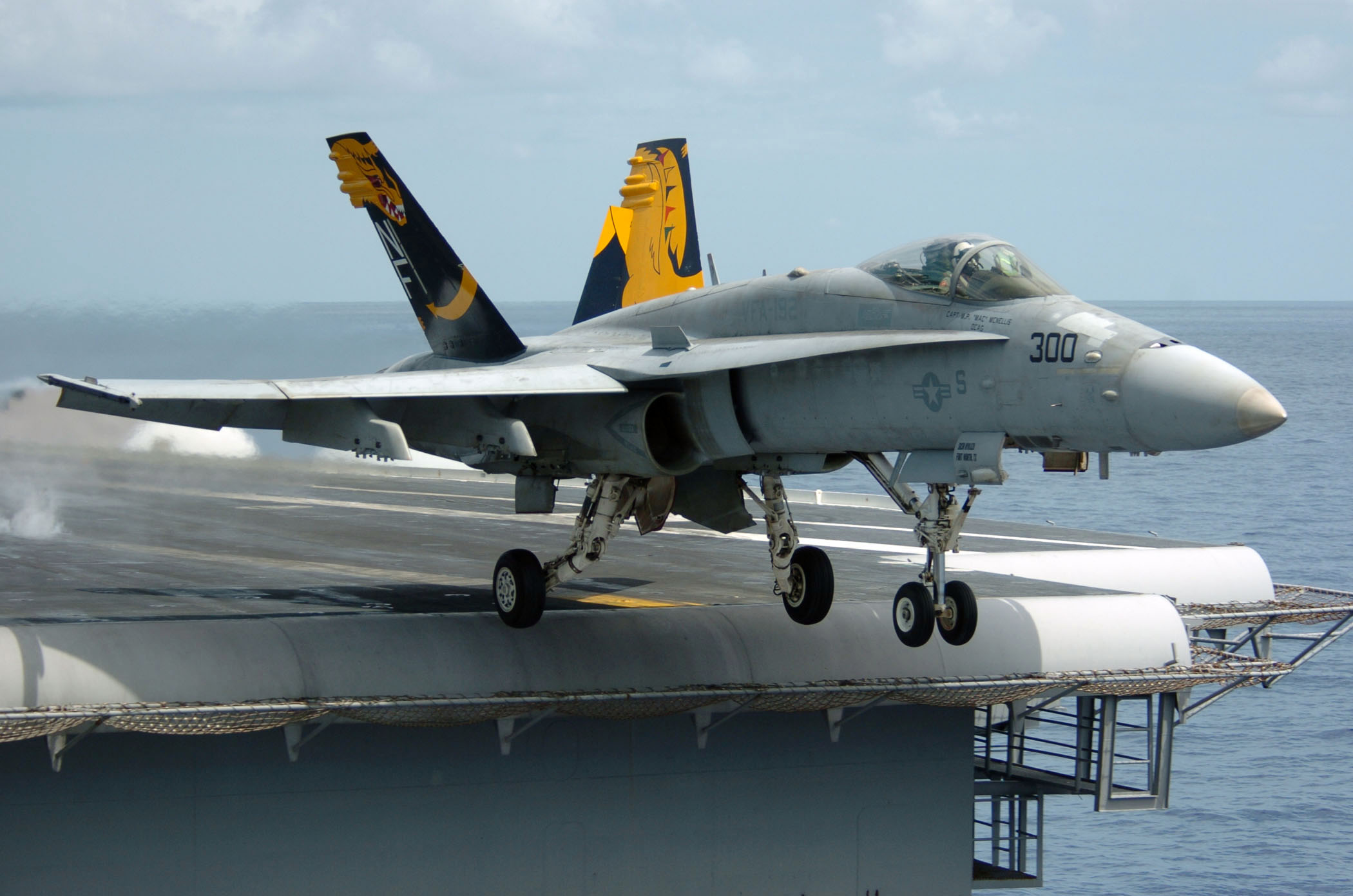
F/A-18 Hornet - палубний багатоцільовий винищувач

## Дивись також
- Серія Century (винищувачі США 1950-х і початку 1960-х років)
- F-19 (гіпотетичний винищувач США)
  - Lockheed F-117A Nighthawk
- Lockheed YF-12 Blackbird
- Northrop F-20 Tigershark
- Список військових літаків США

## Виноски
1. ↑  Heat Vision: US Teen Series Fighters Getting IRST. Defense Industry Daily. Процитовано 30 серпня 2013. Programs are underway to give some American “teen series” fighters this capability, albeit in a somewhat unusual way…
2. ↑  Carlo Kopp (April 1991). The Advanced Tactical Fighter [YF-22 and YF-23]. Australian Aviation. Originally published Australian Aviation, April/May, 1991. 1991 (April). Процитовано 30 серпня 2013. Unlike earlier designs, the ATF is a careful blend of advanced aerodynamics, propulsion and electronics and involves a degree of system integration never before attempted in a tactical aircraft. The reason for this unprecedented effort is quite clear - the Russians have finally deployed their equivalent to the teen series fighters (see May, June 1990 AA), the Flanker and Fulcrum, and have thus very rapidly closed the technological gap which offered such favourable exchange rates for so long.
3. ↑  Kopp, Carlo (13 травня 2011). Lockheed-Martin / Boeing F-22 Raptor. Ausairpower.net. с. 1. Процитовано 14 травня 2011. The Sukhoi and MiG fighters were designed around the aerodynamic, propulsion and tactical ideas which were central to the US teen-series F-14, F-15, F-16 and F/A-18A fighters: highly agile 'energy fighters' capable...